# イシス (小惑星)
イシス (42 Isis) は小惑星帯に軌道を持つ小惑星。古在由秀らはかなり小規模な小惑星族を代表する小惑星としている。
1856年5月23日にラドクリフ天文台のノーマン・ポグソンによって発見された。ポグソンにとっては最初に発見した小惑星となった。固有名は、ラドクリフ天文台の当時の台長マニュエル・ジョンソンによって、エジプト神話の女神イシスにちなんで名づけられた。また、ポグソンの長女で後の天文学者・気象学者のアイシス・ポグソンの名前にもちなんでいるとされる。